# Xandros Desktop OS
Xandros Desktop OS was een commerciële Linuxdistributie en werd ontwikkeld door het Canadees-Amerikaanse softwarebedrijf Xandros. De distributie was gebaseerd op Corel Linux, een op Debian gebaseerde distributie. Xandros nam in 2001 Corel Linux over van Corel toen laatstgenoemde besloot de Linuxdistributiemarkt te verlaten. De grafische gebruikersinterface van het systeem vertoonde grote overeenkomsten met Windows XP van Microsoft.
De laatste versie van Xandros Desktop OS is 4.1 en werd uitgegeven op 29 november 2006. Belangrijke aanpassing ten opzichte van 4.0 was dat de updateserver ook voor niet-geregistreerde gebruikers toegankelijk was, iets wat in versie 4.0 resulteerde in veel commotie. Xandros Desktop OS 4.1 maakte gebruik van Common Core van DCC Alliance, die gebaseerd is op Debian 3.1 (sarge).